# José Francisco Belman
José Francisco Belman González (Málaga, España; 16 de junio de 1971), más conocido como Belman, es un exfutbolista y entrenador español que actuaba en la posición de portero. Era un jugador sobrio, seguro, competente y de perfil bajo. Actualmente es entrenador de porteros del Red Bull Bragantino Es padre del guardameta Javi Belman.

## Trayectoria
Fue un discreto portero que pasó de jugar en las categorías inferiores del CD Málaga a hacerlo cedido en el Fabril primero, Linense después y finalmente Zaragoza, donde en las filas de su filial dio el salto al primer equipo en la temporada 94/95. Típico y eterno portero suplente de la vieja escuela de la década de los noventa. Tuvo el 28 de mayo de 1995 el debut soñado para todo aquel que se desempeña en su posición. Corría el minuto 78 de un Zaragoza contra Compostela cuando Andoni Cedrún era expulsado y hacía que José Francisco saltase al terreno de juego con la difícil tarea de contener una pena máxima.
Con el encuentro 5-2 para el equipo aragonés, Belman tocaba su primer balón deteniéndole un penalti al danés Bent Christensen y aunque minutos más tarde Christopher Ohen le marcaría, nadie podría ya olvidar su estreno en el fútbol profesional. O eso parecía, porque en la siguiente jornada, con Cedrún sancionado, Víctor Fernández prefirió dar la alternativa en la portería maña a Juanmi García en vez de a Belman. En 1997 y tras 3 temporadas en las que apenas disputaría 13 partidos, se marchó al Valladolid, donde tampoco llegó a jugar. En la 98/99 se le vio en el Hércules, por entonces en segunda. Allí disputó una treintena de encuentros y no pudo evitar el descenso de su equipo a la Segunda B, que parece que le sirvió para darse a conocer internacionalmente, puesto que a mediados de 2000 fichó por el modesto a la vez que poderoso Gillingham FC inglés.
La falta de minutos y de continuidad le hicieron ser traspasado al Nacional de Madeira de la segunda división del fútbol luso, donde se hizo un fijo en el banquillo y formó parte del plantel que consiguió el ascenso a la máxima categoría en la 01/02. A lo largo de las 7 temporadas que allí permaneció solamente pudo disputar escasos 10 partidos.

## Clubes

### Como jugador
| Club               | País       | Año         | PJ |
| ------------------ | ---------- | ----------- | -- |
| Atlético Malagueño | España     | 1988 - 1990 | -  |
| Málaga             | España     | 1990 - 1992 | -  |
| Fabril             | España     | 1991 - 1992 | 29 |
| Linense            | España     | 1992 - 1993 | 11 |
| Real Zaragoza "B"  | España     | 1993 - 1994 | 5  |
| Real Zaragoza      | España     | 1994 - 1997 | 13 |
| Real Valladolid    | España     | 1997 - 1998 | 0  |
| Hércules           | España     | 1998 - 2000 | 68 |
| Gillingham         | Inglaterra | 2000 - 2001 | -  |
| Nacional           | Portugal   | 2001 - 2008 | 38 |

### Como entrenador de porteros
| Club                   | País           | Año         |
| ---------------------- | -------------- | ----------- |
| Real Madrid Castilla   | España         | 2008 - 2010 |
| Nacional               | Portugal       | 2010 - 2012 |
| Santos Laguna          | México         | 2013 - 2015 |
| Al-Gharafa             | Catar          | 2016 - 2017 |
| Rangers FC             | Escocia        | 2017        |
| Cruz Azul              | México         | 2017 - 2019 |
| Al-Shabab Club         | Arabia Saudita | 2019 - 2021 |
| Santos Laguna          | México         | 2021 - 2022 |
| Club Atlético Talleres | Argentina      | 2022        |
| Red Bull Bragantino    | Brasil         | 2023 - Act. |

## Palmarés
| Título           | Club          | País   | Año  |
| ---------------- | ------------- | ------ | ---- |
| Recopa de Europa | Real Zaragoza | España | 1995 |